# Mezozoik
Era mezozoika je druga od tri geološke ere fanerozojskog eona. Podjela vremena na ere počela je s Giovannijem Arduinom u 18. stoljeću; originalno ime za današnji mezozoik bilo je sekundar pa je moderna era bila zvana tercijar. Smješten između paleozoika i kenozoika, mezozoik znači "srednji život" na grčkom: meso za srednje i zoo za životinje ili živa bića.[provjeriti] Često se zova "Doba srednjeg života" ili "Doba dinosaura", prema fauni koja je dominirala u to vrijeme.
Mezozoik je bio vrijeme tektonske, klimatske i evolucijske aktivnosti. Kontinenti su se postupno mijenjali od stanja međusobne povezanosti prema njihovoj današnjoj konfiguraciji. Ova je podjela dovela do specijacije i drugih važnih evolucijskih događaja. Klima je bila dosta topla kroz cijelo vremensko razdoblje mezozoika te je imala važnu ulogu pri evoluciji i diversifikaciji novih životinjskih vrsta. Pred kraj ere već je postojala osnova modernog života.

## Geološka razdoblja
Nakon paleozoika, mezozoik je trajao otprilike 180 milijuna godina: od oko prije 251 milijuna godina do početka kenozoika prije 65 milijuna godina. Ovaj je vremenski okvir podijeljen u tri geološka razdoblja (od najstarijeg prema najmlađem):
- trijas (248.2 milijuna do 205.7 milijuna godina)
- jura (205.7 milijuna do 144.2 milijuna godina)
- kreda (144.2 milijuna do 65.5 milijuna godina)

Donja (trijaska) granica mezozoika određena je permsko-trijaskim masovnim izumiranjem, tijekom kojeg je 90% morskih vrsta i oko 70% kopnenih kraležnjaka izumrlo. To se isto tako naziva "velikim izumiranjem" s obzirom na to da predstavlja najveće masovno izumiranje u Zemljinoj povijesti. Gornja (kredna)granica određena je Kredno-tercijarnim (KT) izumiranjem, za koje se pretpostavlja da je stvorilo krater Chicxulub na poluotoku Yucatan. Oko 50% svih rodova je izumrlo, uključujući sve dinosaure osim ptica.

## Tektonika
Općenito govoreći, mezozojska je era obilježena povećanom tektonskom aktivnošću. Aktivnost je započela u razdoblju kada je sva svjetska kopnena masa bila spojena u superkontinent zvan Pangea. Pangea se postuno razdvajala na sjeverni kontinent Lauraziju i južni kontinent Gondwanu. Pred kraj ere, ovi su se kontinenti radvojili u njihove sadašnje oblike. Laurazija je postala Sjeverna Amerika i Euroazija, dok se Gondwana razbila na Južnu Ameriku, Afriku, Australiju, Antarktiku, dok se indijski potkontinent sudario s Azijom i stvorio Himalaju.

## Mezozojska klima
Trijas je uglavnom bio suh, što je trend koji je bio počeo u kasnom karbonu, te s jasnim godišnjim dobima, pogotovo u unutrašnjosti Pangee. Niska razina mora također je pogodovala ekstremnim temperaturama. Voda djeluje kao stabilizator temperature zbog svoje visoke specifične topline i kopno u blizini velikih vodenih masa, pogotovo oceanskih, ima manje temperaturne varijacije. S obzirom na to da je većina kopna koje je sačinjavalo Pangeau bilo udaljeno od oceana, temperature su se često drastično mijenjale, te je unutrašnjost Pangee vjerojatno bila prekrivena velikim pustinjama. Dokazi u obliku crvenih naslaga i evaporita poput soli podržavaju takav zaključak.
Razina mora počela je rasti tijekom jure, vjerojatno zbog širenja oceanskog dna. Stvaranje nove kore ispod površine izbacilo je oceansku vodu na 200 m iznad današnje razine, što je poplavilo obalna područja. Nadalje, Pangea se počela razdvajati na manje cjeline, dovodeći sve više kopna u dodir s morem kroz stvaranje mora Tetis. Temperature su nastavljale rasti, ali su se stabilizirale. Vlažnost se također povećala zbog blizine vode, a pustinje su se povukle.
Klima u doba krede je manje poznata, te je izvor kontroverzi. Djelomično zahvaljujući većoj količini uglikovog dioksida u atmosferi, svjetski temperaturni gradijent od sjevera do juga postao je gotovo ravan: temperature su bile slične na cijeloj planeti. Prosječne temperature su također bile znatno više nego danas, oko 10°C. U stvari, u srednjoj kredi oceanske su vode na ekvatoru imale temperaturu od 20 °C u dubokom oceanu, što ih je možda učinilo nepogodnim za život, a kopno blizu ekvatora je moglo biti pustinja bez obzira na blizinu vode. Cirkulacija kisika u dubokom oceanu je također možda bila poremećena. Iz tog razloga velike su se količine organske tvari akumulirale jer nisu bile u stanju raspasti se, te su se s vremenom nataložile kao "crni sloj".
Svi podaci, međutim, ne podržavaju gore navedene hipoteze. Čak i uz veliku toplinu, temperaturne fluktuacije su trebale biti dovoljne da se zadrže polarne kape i ledenjaci, ali ne postoje dokazi ni za jedno ni za drugo. Kvantitativni modeli također nisu uspjeli rekonstruirati ravninu temperaturnog gradijenta u kredi.

## Mezozojski život
Izumiranje gotovo svih životinjskih vrsta na kraju permskog razdoblja stvorilo je uvjete za radijaciju mnogih novih oblika života. To se posebno odnosi na izumiranje krupnih dinocefalnih biljojeda i mesojeda koji su iza sebe ostavili prazne ekološke niše. Neke od njih popunili su preživjeli cinodonti dikinodonti, s time da su potonji kasnije izumrli. životinjskim svijetom tijekom mezozoika dominirali su krupni arhosaurski gmazovi koji su se pojavili nekoliko milijuna godina nakon permskog izumiranja: dinosauri, pterosauri, te morski gmazovi kao ihtiosauri, pleziosauri i mosasauri.
Klimatske promjene u kasnoj juri i kredi donijele su nove adaptivne radijacije. Jura je predstavljala vrhunac raznolikosti arhosaura, a tada su se pojavile prve ptice i placentalni sisavci. Angiosperme su svoju radijaciju imale početkom krede, prvo u tropima, a ravni temperaturni gradijent im je omogućio da se prošire prema polovima. Pred kraj krede angiosperme su dominirale florom u mnogim područjima, iako neki dokazi sugeriraju da su biomasom dominirale cikade i igličarkes sve do KT izumiranja.
Neki tvrde da su se kukci diversificirali s pojavom angiospermi jer je anatomija kukaca, posebno dijelovi usta, pogodna za cvjetnjače. Međutim svi dijelovi insekata su bili prethodili angiospermama, a diversifikacija se s dolaskom cvjetnjača usporila, pa se da zaključiti da je njihova anatomija služila nekoj drugoj svrsi.
Kako su temperature u morima rasle, velike su životinje ranog mezozoika počele nestajati dok su manje životinje svih vrsta, uključujući guštere, zmije, a možda čak i pretke primata među sisavcima evoluirale. KT izumiranje je potvrdilo taj trend. Veliki arhosauri su izumrli, dok su se ptice i sisavci nastavili razvijati, kao što je i danas slučaj.

## Vanjske poveznice
|  | Zajednički poslužitelj ima još gradiva o temi Mezozoik |